# Legolas

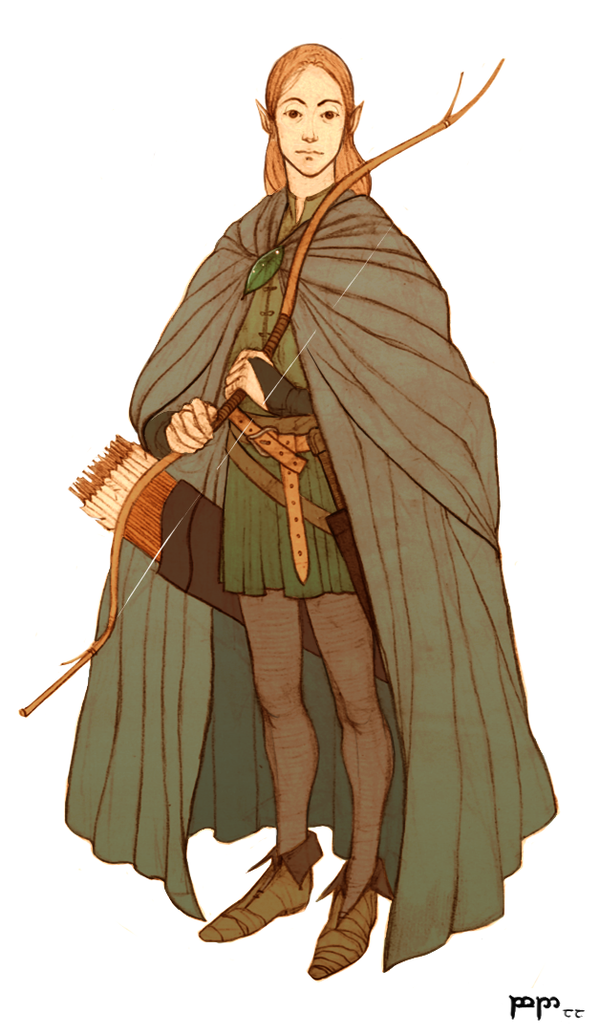
Legolas

Legolas (celým jménem Legolas Thranduilion) je postava ve fiktivním světě J. R. R. Tolkiena, Středozemi. Je to elf pocházející z Temného hvozdu. Objevuje se v trilogii Pán Prstenů jako jeden z devíti členů Společenstva Prstenu. Jeho nejlepším přítelem je Gimli (syn Glóina), trpaslík z Ereboru. 

## Život
Legolas je synem Thranduila, krále Lesních elfů na severozápadě Temného hvozdu. Je zmiňován v Hobitovi jako princ „elfů“. Legolas však není jedním z lesních elfů, přestože mezi nimi žil a považoval se za jednoho z nich. Jeho otec totiž původně přišel z Doriathu, oba tedy jsou sindarského původu a součástí menšiny Sindar, která byla vznešenější a moudřejší než Lesní elfové. Stejná situace je i v Lothlórienu, kde také vládne menšina Sindar v čele s  Noldor Galadriel a Sindar Celebornem.
Objevuje se v knize Společenstvo Prstenu, první části Pána Prstenů, při Elrondově radě, kam přichází jako posel od svého otce se zprávou, že Glum utekl z elfského zajetí v Temném hvozdě. Tolkien ho popisuje jako „cizího elfa v zelené a hnědé“. Na této radě si Legolas sám zvolil být jedním z členů Společenstva Prstenu, které mělo zajistit zničení Jednoho prstenu. Doprovázel Froda od Roklinky až po Amon Hen, kde se společenstvo rozpadlo.
Při sestupu po neúspěšném pokusu Společenstva zdolat průsmyk Caradhras, se vydal napřed, zatímco Aragorn a Boromir prošlapávali cestu sněhem. Na rozdíl od nich se totiž dovedl pohybovat tak lehce, že téměř nezanechával stopy ve sněhu, k čemuž přispívaly i jeho lehké boty. Poté, co sestoupili z hory, jejich vůdce Gandalf je zavedl do Morie, staré a nyní opuštěné říše trpaslíků, přestože někteří včetně Legolase si tam nepřáli jít. Předtím než vstoupili do Morie, pomohl ještě odrazit útok Sauronových vlků v Cesmínii. V Morii bojoval proti skřetům a poznal v Durinově zhoubě jednoho z Morgothových balrogů.
Když družina vyšla z Morie již bez Gandalfa, který se ztratil při boji s Balrogem, převzal vedení Aragorn a zavedl je do elfí říše Lothlórienu. Legolas byl zpočátku jejich mluvčím, protože se jako jediný mohl domluvit s Galadhrim, kteří strážili hranici.
Uvnitř Společenstva byly třenice mezi Legolasem a trpaslíkem Gimlim vycházející ze starověkých hádek mezi elfy a trpaslíky, které vznikly vypleněním elfího království Doriathu a zavražděním krále Thingola v Prvním věku a také uvězněním Gimliho otce, Glóina, a ostatních 12 trpaslíků během Bilbovy výpravy k Osamělé hoře (jak je popsáno v Hobitovi). Přesto však vzniklo mezi nimi v Lothlórienu přátelství, když Gimli spatřil Paní Zlatého lesa a byl jí přívětivě přijat.
Po čase opustila družina Prstenu Lothlórien, ale ne bez darů. Legolas dostal od Galadriel nový luk a všichni byli obdarováni plášti a lembasem, elfským chlebem. Při plavbě po řece Anduině sestřelil jedinou ranou ze svého nového luku nazgûla na létajícím oři.
Potom, co Sarumanovi Skurut-hai zabili Boromira a unesli Smíška s Pipinem, začal s Aragornem a Gimlim pronásledovat skřety, jež unesli dva hobity (Frodo a Sam odpluli na druhý břeh a pak pokračovali do Mordoru). Nejprve však pochovali Boromira v lodi, kterou pustili do Rauroských vodopádů. A v této trojici pak procházeli všechna ostatní dobrodružství. Skřety se jim nepovedlo dostihnout, protože byli pobiti rohanskými jezdci a když se Legolas s přáteli vydali po hobitích stopách do Fangornu, našli zde ke své velké radosti Gandalfa, který se vrátil ze smrti. Ten také přinesl Legolasovi varování od Galadriel:
„Zelený lístečku, dlouho jsi pod stromem
v radosti přebýval. Varuj se před Mořem!
Jednou jen zaslechneš křik racků na mělčině,
víckrát už srdce tvé ve hvozdě nespočine.“
Poté bojovali v bitvě o Helmův žleb, v níž Legolas soutěžil s Gimlim v zabíjení skřetů (Gimli vyhrál o jednoho, zabil jich 43, Legolas 42). Po bitvě táhli s Gandalfem a králem Théodenem do Železného pasu, kde byli svědky Sarumanova pádu a kde také potkali postrádané hobity.
Při tažení do Gondoru doprovázel s Gimlim, hraničáři ze Severu a Elrondovými syny Aragorna na Stezkách mrtvých. Na rozdíl od Gimliho neměl Legolas z Mrtvých žádný strach. Aragorn přemluvil Mrtvé z Černoboru, aby za něj bojovali, a pak je vyslal proti Umbarským korzárům. Legolas se tehdy dostal blízko k moři a když uslyšel racky, vyplnilo se Galadrielino proroctví. Probudila se v něm touha odplout do Valinoru, skrytá v srdcích všech Eldar. Nicméně se z Pelargiru plavil do Osgiliathu a bojoval na Pelennorských polích a později u Morannonu a uviděl pád Barad-dûr spolu s koncem Saurona.
Po zničení Jednoho prstenu chvíli pobýval v Minas Tirith a zúčastnil se korunovace krále Aragorna Elessara králem Obnoveného království a jeho svatby s Arwen. Později s Gimlim procestoval Fangorn. Šel s otcovým svolením s několika dalšími elfy do Ithilienu, aby obnovil ve svém zbývajícím čase ve Středozemi tamní lesy zdevastované válkou. Zde založil elfí kolonii a stal se jejím pánem.
V Červené knize (psané nejprve Bilbem Pytlíkem, pak Frodem Pytlíkem a pravděpodobně dokončené Samem Křepelkou) je napsáno, že po smrti krále Elessara postavil Legolas v Ithilienu šedou loď a odplul ze Středozemě do Valinoru spolu se svým přítelem trpaslíkem Gimlim.

## Film

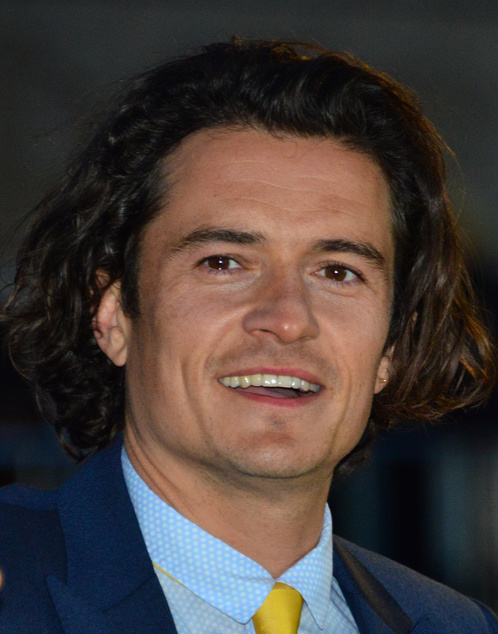
Britský herec Orlando Bloom, představitel Legolase ve filmech režiséra Petera Jacksona

Ve filmové trilogii Pán Prstenů od Petera Jacksona Legolase ztvárnil britský herec Orlando Bloom. Ve filmu se jeho postava celkem věrně drží literární předlohy, ale ve filmu Hobit aneb Cesta tam a zase zpátky je postava Legolase postavou, která se v knižní předloze vůbec nevyskytuje a má jiný charakter než v Pánovi Prstenů. V tomto filmu byl také zamilován do elfky Tauriel, ale ta jeho lásku neopětovala.